# Arsenaux impériaux allemands
 (août 2010).
Du XVIIe siècle à 1918, l'armée prussienne puis l'armée impériale allemande disposa d'arsenaux impériaux sis à Amberg, Dantzig, Erfurt et Spandau. Le premier de ses établissements a été le Magasin général de Potsdam. Dans les années 1920, leurs machines-outils ont été vendues à ErMa et à la Fabryka Broni Radom.
Ils produisirent entre autres la Maschinengewehr 08.